# ProLogium
ProLogium Technology Co., Ltd, créée en 2006, est une société taïwanaise, pionnière dans la fabrication des batteries à électrolyte solide.

## Historique
ProLogium est une société taïwanaise créée en 2006. Elle est une des sociétés pionnières des batteries à électrolyte solide. Vincent Yang est le fondateur et directeur général de ProLogium[réf. nécessaire].
Mercedes-Benz investit en janvier 2022 plusieurs dizaines de millions d'euros dans ProLogium Technology. Le constructeur automobile vietnamien VinFast a investi un montant du même ordre en juillet 2022. Prologium a conclu des coopérations stratégiques avec les jeunes pousses chinoises Nio et Aiways. Prologium a lancé une ligne pilote de 40 MWh en 2017 à Taïwan et prévoit d'ouvrir une première ligne de production de masse de 3 GWh fin 2022 ou début 2023, également à Taïwan. Il compte ensuite construire deux gigafactories de 50 à 60 GWh chacune, l'une aux États-Unis et l'autre en Europe, qui commenceraient à produire mi-2026, le choix europeén pouvant alors porter sur la France, l'Allemagne, le Royaume-Uni, la Pologne ou les Pays-Bas.
ProLogium construit à proximité de Taipei, sa première usine dite de préproduction de batteries batteries à électrolyte hybride (contenant encore 10 % de produit liquide), inaugurée le 23 janvier 2024. Sa capacité initiale de 0,5 GWh doit être portée à 2 GWh.
Lors du sommet Choose France de 2023, Emmanuel Macron décide de subventionner une implantation de ProLogium en France à hauteur de 1,5 milliard d’euros. Cette subvention et son montant sont validés par la Commission européenne car conforme aux règles européennes en matière d'aides d'État. En effet, ProLogium doit construire une gigafactory de batteries pour voitures à Dunkerque avec une ouverture envisagée pour 2027 et une production à terme, de batteries pour plus de 500 000 voitures par an. L'investissement global est de 5,2 milliards d'euros avec 3 000 emplois directs potentiels à terme,.